# Stagioni dei Cleveland Browns
Questa è la lista delle stagioni sportive dei Cleveland Browns nella National Football League che documenta i risultati stagione per stagione dal 1946 ad oggi, compresi i risultati nei play-off.

## Risultati stagione per stagione
| Cronistoria dei Cleveland Browns | Cronistoria dei Cleveland Browns | Cronistoria dei Cleveland Browns | Cronistoria dei Cleveland Browns | Cronistoria dei Cleveland Browns | Cronistoria dei Cleveland Browns | Cronistoria dei Cleveland Browns | Cronistoria dei Cleveland Browns | Cronistoria dei Cleveland Browns | Cronistoria dei Cleveland Browns                                                                                           | Cronistoria dei Cleveland Browns                                                                                        |                              |
| Stagione di lega                 | Stagione di squadra              | Lega                             | Conference                       | Division                         | Stagione regolare                | Stagione regolare                | Stagione regolare                | Stagione regolare                | Play-off | Premi individuali |                              |
| Stagione di lega                 | Stagione di squadra              | Lega                             | Conference                       | Division                         | Pos.                             | V                                | S                                | P                                | Play-off | Premi individuali |                              |
| -------------------------------- | -------------------------------- | -------------------------------- | -------------------------------- | -------------------------------- | -------------------------------- | -------------------------------- | -------------------------------- | -------------------------------- | --- | --- | ---------------------------- |
| 1946                             | 1946                             | AAFC                             |                                  | Western                          | 1                                | 12                               | 12                               | 0                                | V Championship Game contro i New York Yankees (14-9)                                                                       | Inseriti nella AAFC Western.                                                                                            |                              |
| 1947                             | 1947                             | AAFC                             |                                  | Western                          | 1                                | 12                               | 1                                | 1                                | V Championship Game contro i New York Yankees (14-3)                                                                       | |                              |
| 1948                             | 1948                             | AAFC                             |                                  | Western                          | 1                                | 14                               | 0                                | 0                                | V Championship Game contro i Buffalo Bills (49-7)                                                                          | |                              |
| 1949                             | 1949                             | AAFC                             |                                  | Western                          | 1                                | 9                                | 1                                | 2                                | V Semi-Final Game contro i Buffalo Bills (31-21) V Championship Game contro i San Francisco 49ers (21-7)                   | |                              |
| 1950                             | 1950                             | NFL                              | American                         | --                               | 1                                | 10                               | 2                                | 0                                | V Divisional play-off contro i New York Giants (8-3) V NFL Championship contro i Los Angeles Rams (30-28)                  | Inseriti nella NFL American non ci sono Division.                                                                       |                              |
| 1951                             | 1951                             | NFL                              | American                         | --                               | 1                                | 11                               | 1                                | 0                                | S NFL Championship contro i Los Angeles Rams (17-24)                                                                       | |                              |
| 1952                             | 1952                             | NFL                              | American                         | --                               | 1                                | 8                                | 4                                | 0                                | S NFL Championship contro i Detroit Lions (7-17)                                                                           | |                              |
| 1953                             | 1953                             | NFL                              | Eastern                          | --                               | 1                                | 11                               | 1                                | 0                                | S NFL Championship contro i Detroit Lions (16-17)                                                                          | Inseriti nella NFL Eastern non ci sono Division.                                                                        |                              |
| 1954                             | 1954                             | NFL                              | Eastern                          | --                               | 1                                | 9                                | 3                                | 0                                | V NFL Championship contro i Detroit Lions (56-10)                                                                          | |                              |
| 1955                             | 1955                             | NFL                              | Eastern                          | --                               | 1                                | 9                                | 2                                | 1                                | V NFL Championship contro i Los Angeles Rams (38-14)                                                                       | |                              |
| 1956                             | 1956                             | NFL                              | Eastern                          | --                               | 4T                               | 5                                | 7                                | 0                                | non disputati | |                              |
| 1957                             | 1957                             | NFL                              | Eastern                          | --                               | 1                                | 9                                | 2                                | 1                                | S NFL Championship contro i Detroit Lions (14-59)                                                                          | |                              |
| 1958                             | 1958                             | NFL                              | Eastern                          | --                               | 1T                               | 9                                | 3                                | 0                                | S Divisional play-off contro i New York Giants (0-10)                                                                      | |                              |
| 1959                             | 1959                             | NFL                              | Eastern                          | --                               | 2                                | 7                                | 5                                | 0                                | non disputati | |                              |
| 1960                             | 1960                             | NFL                              | Eastern                          | --                               | 2                                | 8                                | 3                                | 1                                | S Play-off Bowl contro i Detroit Lions (16-17)                                                                             | |                              |
| 1961                             | 1961                             | NFL                              | Eastern                          | --                               | 3                                | 8                                | 5                                | 1                                | non disputati | |                              |
| 1962                             | 1962                             | NFL                              | Eastern                          | --                               | 3                                | 7                                | 6                                | 1                                | non disputati | |                              |
| 1963                             | 1963                             | NFL                              | Eastern                          | --                               | 2                                | 10                               | 4                                | 0                                | S Play-off Bowl contro i Green Bay Packers (23-40)                                                                         | |                              |
| 1964                             | 1964                             | NFL                              | Eastern                          | --                               | 1                                | 10                               | 3                                | 1                                | V NFL Championship contro i Baltimore Colts (27-0)                                                                         | |                              |
| 1965                             | 1965                             | NFL                              | Eastern                          | --                               | 1                                | 11                               | 3                                | 0                                | S NFL Championship contro i Green Bay Packers (12-23)                                                                      | |                              |
| 1966                             | 1966                             | NFL                              | Eastern                          | --                               | 2T                               | 9                                | 5                                | 0                                | non disputati | Viene giocato il 1º Super Bowl.                                                                                         |                              |
| 1967                             | 1967                             | NFL                              | Eastern                          | Century                          | 1                                | 9                                | 5                                | 0                                | S Eastern Conference Championship contro i Dallas Cowboys (14-52) S Playoff Bowl contro i Los Angeles Rams (6-30)          | Inseriti nella Eastern Conference Division Century.                                                                     |                              |
| 1968                             | 1968                             | NFL                              | Eastern                          | Century                          | 1                                | 10                               | 4                                | 0                                | V Eastern Conference Championship contro i Dallas Cowboys (31-20) S NFL Championship contro i Green Baltimore Colts (0-34) | |                              |
| 1969                             | 1969                             | NFL                              | Eastern                          | Century                          | 1                                | 10                               | 3                                | 1                                | V Eastern Conference Championship contro i Dallas Cowboys (38-14) S NFL Championship contro i Minnesota Vikings (7-27)     | |                              |
| 1970                             | 1970                             | NFL                              | AFC                              | Central                          | 2                                | 7                                | 7                                | 0                                | non disputati | Inseriti nella AFC Central a seguito della fusione tra AFL e NFL.                                                       |                              |
| 1971                             | 1971                             | NFL                              | AFC                              | Central                          | 1                                | 9                                | 5                                | 0                                | S Divisional play-off contro i Baltimore Colts (3-20)                                                                      | |                              |
| 1972                             | 1972                             | NFL                              | AFC                              | Central                          | 2                                | 10                               | 4                                | 0                                | S Wild Card Game contro i Miami Dolphins (14-20)                                                                           | |                              |
| 1973                             | 1973                             | NFL                              | AFC                              | Central                          | 3                                | 7                                | 5                                | 2                                | non disputati | |                              |
| 1974                             | 1974                             | NFL                              | AFC                              | Central                          | 4                                | 4                                | 10                               | 0                                | non disputati | |                              |
| 1975                             | 1975                             | NFL                              | AFC                              | Central                          | 4                                | 3                                | 11                               | 0                                | non disputati | |                              |
| 1976                             | 1976                             | NFL                              | AFC                              | Central                          | 3                                | 9                                | 5                                | 0                                | non disputati | |                              |
| 1977                             | 1977                             | NFL                              | AFC                              | Central                          | 4                                | 6                                | 8                                | 0                                | non disputati | |                              |
| 1978                             | 1978                             | NFL                              | AFC                              | Central                          | 3                                | 8                                | 8                                | 0                                | non disputati | Da questa stagione le partite della stagione regolare diventano 16.                                                     |                              |
| 1979                             | 1979                             | NFL                              | AFC                              | Central                          | 3                                | 9                                | 7                                | 0                                | non disputati | |                              |
| 1980                             | 1980                             | NFL                              | AFC                              | Central                          | 1                                | 11                               | 5                                | 0                                | S Divisional play-off contro gli Oakland Raiders (12-14)                                                                   | |                              |
| 1981                             | 1981                             | NFL                              | AFC                              | Central                          | 4                                | 5                                | 11                               | 0                                | non disputati | |                              |
| 1982                             | 1982                             | NFL                              | AFC                              | --                               | 8                                | 4                                | 5                                | 0                                | S First Round contro i Los Angeles Raiders (10-27)                                                                         | In questa stagione a causa di uno sciopero vennero giocate solamente 9 partite e non vi furono classifiche di Division. |                              |
| 1983                             | 1983                             | NFL                              | AFC                              | Central                          | 2                                | 9                                | 7                                | 0                                | non disputati | |                              |
| 1984                             | 1984                             | NFL                              | AFC                              | Central                          | 3                                | 5                                | 11                               | 0                                | non disputati | |                              |
| 1985                             | 1985                             | NFL                              | AFC                              | Central                          | 1                                | 8                                | 8                                | 0                                | S Divisional play-off contro i Miami Dolphins (21-24)                                                                      | |                              |
| 1986                             | 1986                             | NFL                              | AFC                              | Central                          | 1                                | 12                               | 4                                | 0                                | V Divisional play-off contro i New York Jets (23-20) S AFC Championship contro i Denver Broncos (20-23)                    | |                              |
| 1987                             | 1987                             | NFL                              | AFC                              | Central                          | 1                                | 10                               | 5                                | 0                                | V Divisional play-off contro gli Indianapolis Colts (38-21) S AFC Championship contro i Denver Broncos (31-38)             | In questa stagione a causa di uno sciopero hanno giocato una partita in meno.                                           |                              |
| 1988                             | 1988                             | NFL                              | AFC                              | Central                          | 2T                               | 10                               | 6                                | 0                                | S Wild Card Game contro gli Houston Oilers (23-24)                                                                         | |                              |
| 1989                             | 1989                             | NFL                              | AFC                              | Central                          | 1                                | 9                                | 6                                | 1                                | V Divisional play-off contro i Buffalo Bills (34-30) S AFC Championship contro i Denver Broncos (21-37)                    | |                              |
| 1990                             | 1990                             | NFL                              | AFC                              | Central                          | 4                                | 3                                | 13                               | 0                                | non disputati | |                              |
| 1991                             | 1991                             | NFL                              | AFC                              | Central                          | 3                                | 6                                | 10                               | 0                                | non disputati | |                              |
| 1992                             | 1992                             | NFL                              | AFC                              | Central                          | 3                                | 7                                | 9                                | 0                                | non disputati | |                              |
| 1993                             | 1999                             | NFL                              | AFC                              | Central                          | 3                                | 7                                | 9                                | 0                                | non disputati | |                              |
| 1994                             | 1994                             | NFL                              | AFC                              | Central                          | 2                                | 11                               | 5                                | 0                                | V Wild Card Game contro i New England Patriots (20-13) S Divisional play-off contro i Pittsburgh Steelers (9-29)           | |                              |
| 1995                             | 1995                             | NFL                              | AFC                              | Central                          | 3                                | 5                                | 11                               | 0                                | non disputati | Dopo questa stagione l'attività è stata sospesa per 3 anni                                                              |                              |
| 1999                             | 1999                             | NFL                              | AFC                              | Central                          | 6                                | 2                                | 14                               | 0                                | non disputati | |                              |
| 2000                             | 2000                             | NFL                              | AFC                              | Central                          | 6                                | 3                                | 13                               | 0                                | non disputati | |                              |
| 2001                             | 2001                             | NFL                              | AFC                              | Central                          | 3T                               | 7                                | 9                                | 0                                | non disputati | |                              |
| 2002                             | 2002                             | NFL                              | AFC                              | North                            | 2                                | 9                                | 7                                | 0                                | S Wild Card Game contro i Pittsburgh Steelers (33-36)                                                                      | Inseriti nella AFC North                                                                                                |                              |
| 2003                             | 2003                             | NFL                              | AFC                              | North                            | 4                                | 5                                | 11                               | 0                                | non disputati | |                              |
| 2004                             | 2004                             | NFL                              | AFC                              | North                            | 4                                | 4                                | 12                               | 0                                | non disputati | |                              |
| 2005                             | 2005                             | NFL                              | AFC                              | North                            | 3T                               | 6                                | 10                               | 0                                | non disputati | |                              |
| 2006                             | 2006                             | NFL                              | AFC                              | North                            | 4                                | 4                                | 12                               | 0                                | non disputati | |                              |
| 2007                             | 2007                             | NFL                              | AFC                              | North                            | 2                                | 10                               | 6                                | 0                                | non disputati | |                              |
| 2008                             | 2008                             | NFL                              | AFC                              | North                            | 4                                | 4                                | 12                               | 0                                | non disputati | |                              |
| 2009                             | 2009                             | NFL                              | AFC                              | North                            | 4                                | 5                                | 11                               | 0                                | non disputati | |                              |
| 2010                             | 2010                             | NFL                              | AFC                              | North                            | 3                                | 5                                | 11                               | 0                                | non disputati | |                              |
| 2011                             | 2011                             | NFL                              | AFC                              | North                            | 4                                | 4                                | 12                               | 0                                | non disputati | |                              |
| 2012                             | 2012                             | NFL                              | AFC                              | North                            | 4                                | 5                                | 11                               | 0                                | non disputati | |                              |
| 2013                             | 2013                             | NFL                              | AFC                              | North                            | 4                                | 4                                | 12                               | 0                                | non disputati | |                              |
| 2014                             | 2014                             | NFL                              | AFC                              | North                            | 4                                | 7                                | 9                                | 0                                | non disputati | |                              |
| 2015                             | 2015                             | NFL                              | AFC                              | North                            | 4                                | 3                                | 13                               | 0                                | non disputati | |                              |
| 2016                             | 2016                             | NFL                              | AFC                              | North                            | 4                                | 1                                | 15                               | 0                                | non disputati | |                              |
| 2017                             | 2017                             | NFL                              | AFC                              | North                            | 4                                | 0                                | 16                               | 0                                | non disputati | |                              |
| 2018                             | 2018                             | NFL                              | AFC                              | North                            | 4                                | 7                                | 8                                | 1                                | non disputati | |                              |
| 2019                             | 2019                             | NFL                              | AFC                              | North                            | 3                                | 6                                | 10                               | 0                                | non disputati | |                              |
| Totale                           | Totale                           | Totale                           | Totale                           | Totale                           | Totale                           | 538                              | 524                              | 11                               | Record di stagione regolare                                                                                                | Record di stagione regolare                                                                                             | Record di stagione regolare  |
| Totale                           | Totale                           | Totale                           | Totale                           | Totale                           | Totale                           | 16                               | 20                               |                                  | Record dei play-off | Record dei play-off | Record dei play-off          |
| Totale                           | Totale                           | Totale                           | Totale                           | Totale                           | Totale                           | 554                              | 544                              | 11                               | Stagione regolare e play-off                                                                                               | Stagione regolare e play-off                                                                                            | Stagione regolare e play-off |

Legenda
- Vittoria nel Super Bowl (dal 1966)
- Vittoria nella lega (1920-1969)
- Vittoria nella Conference

- Vittoria nella Division
- Qualificazione al Wild Card Game (dal 1978)
- V = Vittorie

- S = Sconfitte
- P = Pareggi
- T = Posizione a pari merito